# Asen Peak
Asen Peak är en bergstopp i Antarktis. Den ligger i Sydshetlandsöarna. Argentina, Chile och Storbritannien gör anspråk på området. Toppen på Asen Peak är 211 meter över havet.
Terrängen runt Asen Peak är varierad. Havet är nära Asen Peak åt sydost. Trakten är obefolkad. Det finns inga samhällen i närheten. 